# Алтикусы
Алтикусы (лат. Alticus) — род лучепёрых рыб из  семейства собачковых (Blenniidae) из Тихого и Индийского океанов.

## Виды
- Alticus anjouanae (Fourmanoir, 1955)
- Alticus arnoldorum (Curtiss, 1938)
- Alticus kirkii (Günther, 1868)
- Alticus monochrus (Bleeker, 1869)
- Alticus montanoi (Sauvage, 1880)
- Alticus saliens (Lacepède, 1800) — Скальный прыгун, или морской алтикус
- Alticus sertatus (Garman, 1903)
- Alticus simplicirrus (Smith-Vaniz & Springer, 1971)